# Can Casas (Badalona)
Can Casas és una casa de la ciutat de Badalona, al barri de Dalt de la Vila, protegida com a BCIL. Està ubicada a la cantonada de l'avinguda de Martí Pujol, 218, amb el carrer de Barcelona.
És una casa o torre unifamiliar aïllada amb un important espai dedicat a jardí, tancada amb un mur de pedra de perfil sinuós que s'eleva a la part de l'entrada. Està composta de soterrani, planta baixa i pis i una destacada torratxa de forma quadrada. Exemple de casa d'una certa qualitat formal, amb una composició clàssica, però d'estètica continguda, es considera d'estil neoclàssic amb aires noucentistes, incloent-hi formes modernistes, tot i que més rígides. Pel que fa a la seva decoració, els elements ornamentals es redueixen a les cantoneres, imitant carreus rugosos.
Va ser construïda l'any 1922, seguint el projecte de l'arquitecte Salvador Soteras i Taberner.